# たなかじゅん
たなか じゅん（1965年10月29日 - ）は、日本の男性漫画家。和歌山県田辺市出身。大阪工業大学工学部電子工学科卒業。在学中に漫画同好会に在籍し、小学館新人コミック大賞入賞。

## 作品リスト
- ナッちゃん（集英社）※関西圏の下町にある鉄工所を舞台とした、ものづくりを主題とした作品。なお、たなかの実家も鉄工所であり実弟が継いでいる。
- ナッちゃん 東京編（集英社）上記『ナッちゃん』の舞台を東京へ移した続編。
- もう一つの偉人伝（集英社）
- 東洋治療院ももか（集英社）
- ビルゲイツ物語（小学館）
- わかってまんがな（小学館）※浪人生を主人公とした作品。作中に登場する「浪花工業大学」やキャンパスは、たなかが在籍・卒業した大阪工業大学がモデル。
- クロスロード 青春の交差点（中日新聞本社）
- 学習漫画 日本の歴史（集英社）

## エピソード
- 在学中は、大学生協がほぼ毎月発行する生協商品の説明パンフレットの制作に携わり、本文およびイラストなど全般の統括・編集・制作に関わっていた。
- 在学校で使用される原子物理講座の教科書の挿絵も手がけており、科学者の似顔絵や解りやすい比喩を用いて特異な原子物理の現象を表現している。
- 2019年3月に、たなかじゅん脚本で「ナッちゃん・小西寛子コラボ企画」としてPR動画が作成され、主人公ナッちゃんといとこのエリカの二役の声優を小西寛子が担当し[1]、たなかも登場人物のおっさんの声を担当した。